# Чаклунство 5 : Танець з Дияволом
Чаклунство 5 : Танець з Дияволом (англ. Witchcraft V: Dance with the Devil) — американський фільм жахів режисера Талун Сю 1993 року.

## Сюжет
Вільям і Келлі намагаються втекти від минулого і почати все заново, але в їх житті оголошується новий демон по імені Каїн. Каїн підпорядковує Вілла своїй волі і починає контролювати всі його вчинки.

## У ролях
- Марклен Кеннеді — Вільям
- Каролін Тайє Лорен — Келлі
- Ніколь Сассаман — Марта
- Девід Гаффман — Каїн
- Ленні Роуз — преподобний Мередіт
- Фредді Андреючі — Білл
- Кімберлі Болін — секретарка
- Ральф Стерз — клієнт
- Річард Скіллмен — власник клубу
- Айша Гауер — Анастасія

## Серія
- Чаклунство / Witchcraft (1988)
- Чаклунство 2 : Спокусниця / Witchcraft II: The Temptress (1989)
- Чаклунство 3 : Поцілунок смерті / Witchcraft III: The Kiss of Death (1991)
- Чаклунство 4 : Невинне серце / Witchcraft IV: The Virgin Heart (1992)
- Чаклунство 5 : Танець з Дияволом / Witchcraft V: Dance with the Devil (1993)
- Чаклунство 6 : Коханка Диявола / Witchcraft VI: The Devil's Mistress (1994)
- Чаклунство 7 : Час розплати / Witchcraft VII: Judgement Hour (1995)
- Чаклунство 8 : Привид Салема / Witchcraft VIII: Salem's Ghost (1996)
- Чаклунство 9 : Гірка плоть / Witchcraft IX: Bitter Flesh (1997)
- Чаклунство 10 : Повелителька / Witchcraft X: Mistress of the Craft (1998)
- Чаклунство 11: Сестри по крові / Witchcraft XI: Sisters in Blood (2000)
- Чаклунство 12 : У лігві змія / Witchcraft XII: In the Lair of the Serpent (2002)
- Чаклунство 13: Тринадцята жертва / Witchcraft XIII: Blood of the Chosen (2008)